# Antonio De Vitis (calciatore 1926)
Antonio De Vitis (Taranto, 5 novembre 1926) è un ex calciatore italiano, di ruolo difensore.

## Carriera
Debutta in Serie B nella stagione 1946-1947 con il Taranto, disputando 16 gare.
Dopo la fusione tra Arsenale e Taranto, milita nella nuova Arsenaltaranto per altre quattro stagioni, totalizzando altre 53 presenze in Serie B prima della retrocessione avvenuta al termine della stagione 1949-1950; nella stagione 1950-1951 ha invece giocato 27 partite in Serie C, ed è stato capitano della formazione pugliese. Nella stagione 1951-1952 ha militato nel Foggia.
In carriera ha giocato complessivamente 69 partite in Serie B.